# توماس فیگروا
توماس فیگروا (انگلیسی: Tomás Figueroa؛ زادهٔ ۲۰ آوریل ۱۹۹۵) بازیکن فوتبال اهل آرژانتین است.
از باشگاه‌هایی که در آن بازی کرده‌است می‌توان به باشگاه فوتبال ولز سارسفیلد اشاره کرد.